# Alonso de Ribera de Pareja

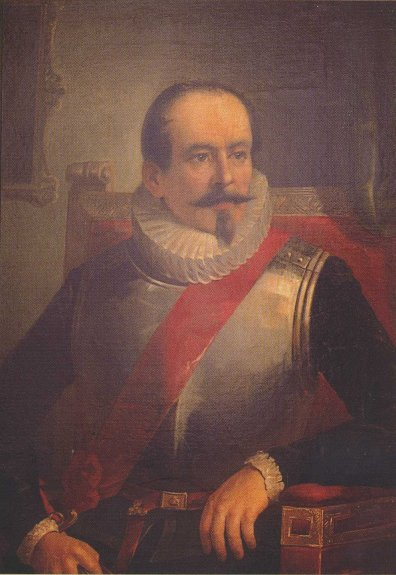
Alonso De Ribera

Alonso de Ribera de Pareja (* um 1560 in Úbeda, Andalusien, Spanien; † 9. März 1617 in Concepción, Chile) war ein spanischer Soldat, der zweimal (1601 bis 1605 und 1612 bis 1617) als Gouverneur von Chile amtierte.

## Leben

### Karriere in Spanien
Ribera war das uneheliche Kind des Hidalgos Jorge de Ribera Zambrana und der Ana Gómez Montesinos, der König legitimierte ihn mit Entscheid vom 6. Dezember 1600.
Ribera studierte Mathematik und diente ab 1579 in der spanischen Armee auf dem Kriegsschauplatz in Flandern; 1590 ging er im Heer von Alessandro Farnese, dem Herzog von Parma, nach Frankreich und unterstützte ihn gegen Heinrich IV., um die Belagerung von Paris zu beenden. Den Feldzug von 1591 unternahm er im Range eines Hauptmanns mit eigener Kompanie. 1594 wurde er in der Picardie schwer verwundet. Er kämpfte auf Seiten der Katholischen Liga weiter in Frankreich gegen die Truppen von König Heinrich IV. In der Belagerung von Amiens 1597 verteidigte er die Festung. Erzherzog Alberto ernannte ihn zum Sargente Mayor, ihm unterstand damit etwa ein Drittel der gesamten spanischen Infanterie.

### Ankunft in Chile und Beginn der ersten Amtszeit
1599 ernannte König Philipp III. den kampferprobten Offizier zum Gouverneur von Chile. Der Widerstand der Mapuche-Indianer im Arauco-Krieg hatte die spanische Kolonialherrschaft in Bedrängnis gebracht; Ribera erhielt daher 300 Mann Verstärkung, um die Indianer zu besiegen.
Im April 1600 reiste die Flotte von Sevilla ab mit Ziel Panama, das sie am 3. Juni 1600 erreichten. Mit kaum tauglichen Truppen und schlechter Ausrüstung ausgestattet erreichte Ribera Lima am 17. Oktober.
Der Vizekönig von Peru, Luis de Velasco, empfing Ribera kühl; er hätte lieber Alonso García de Ramón, der das Amt des Gouverneurs interimistisch innehatte, mit dem Oberbefehl im Krieg mit den Mapuche betraut, da er ihn für den fähigeren Offizier hielt. Der permanente Abfluss von Soldaten und Material für den Krieg in Chile belastete den Vizekönig, da diese Kräfte dringend bei der Verteidigung der peruanischen Küste gegen holländische und englische Freibeuter benötigt wurden. Ribera beharrte darauf, seine Truppen verstärkt zu sehen. Die Verhandlungen zogen sich hin, und so konnte Ribera erst am 24. Dezember 1600 von Callao aus gen Chile segeln.

### Zerwürfnis mit García Ramón
Im Februar 1601 ging er in Concepción an Land und wurde von García Ramón empfangen.
Die drängende Kriegslage veranlasste García Ramón, eine Strategie vorzuschlagen, das spanische Heer in drei Einheiten zu teilen, deren eine die Küste entlang nach Arauco gesandt werden sollte, um die Stadt von der indianischen Belagerung zu entsetzen. Die zweite Einheit sollte im Valle Central den Forts von Villarica und Osorno zur Hilfe eilen, während die Dritte zügig die Forts von Angol und Santa Cruz wiederbesetzen sollte. Ribera zögerte mit einer Entscheidung, die dünn besetzten spanischen Einheiten weiter aufzuspalten; García bedrängte ihn mit entschiedenen Worten und stellte ihn vor die Alternative, den Teilungsplan zu akzeptieren oder García Ramón zu entlassen. Ribera antwortete am selben Tag mit der Entlassung seines Offiziers.

### Heeresreform
Der Zustand der spanischen Streitkräfte in Chile erschreckte Ribera. Im Ganzen verfügten die Spanier über nicht viel mehr als tausend Mann, eine Einteilung in Kompanien gab es so wenig wie Kasernierung, und Taktik und Disziplin ließen zu wünschen übrig. Ribera machte sich – gegen den Widerstand der erfahrenen Offiziere vor Ort – daran, die Organisation der Armee nach dem Vorbild der spanischen Truppen in Flandern und Frankreich zu ändern. Zudem erreichte er eine Aufstockung der Kräfte um fast die Hälfte, nämlich 500 Mann.

### Arauco-Krieg und Absetzung
Obwohl Ribera die Armee reformiert hatte und den Indianern einige Niederlagen zufügen konnte, reichten die Kräfte der Spanier bei weitem nicht aus, um die langgestreckte Fläche Chiles dauerhaft zu befestigen, zumal die Indianer mit ihrer Guerilla-Taktik strategisch im Vorteil waren.
Riberas Situation in Chile wurde auch sonst nicht leichter. Er hatte ohne die vorgeschriebene Erlaubnis des Königs eine Kreolin, Inés de Córdoba, geheiratet, und sich auch sonst einige Feinde gemacht, einmal wegen seines brüsken autoritären Charakters, aber auch weil er den mondänen Lebensstil Europas nach Chile brachte. Er zögerte nicht, sich mit einflussreichen Persönlichkeiten (wie der Familie Lisperger oder dem Bischof von Santiago) in Konflikte einzulassen.
Der Krieg gegen die Mapuche verlief trotz aller Reformen schlecht für die Spanier. Sie mussten ihre Siedlungen Valdivia und Osorno aufgeben. Ribera sah das aus strategischer Sicht als unkritisch an, doch er stand mit dieser Meinung allein. An Stelle der bisherigen Vorgehensweise mit vereinzelten weit vorgeschobenen Forts, die schwer zu halten waren, und gewagten Expeditionen, das indianische Land zu erobern, sprach sich Ribera für eine schrittweise Eroberung des Landes aus, das mit Siedlern und dauerhafter Bevölkerung durch die Eroberer zu halten sein sollte.
Als die Nachrichten von den Verlusten in Chile zusammen mit zahlreichen Klagen und Beschwerden über den Lebenswandel und den Charakter Riberas Ende 1603 den spanischen Hof erreichten, entschied König Philipp III. im Januar 1604, Ribera nach Tucumán im heutigen Argentinien zu versetzen. An seiner statt sollte Alonso Sotomayor Gouverneur werden, doch dieser lehnte ab. So fiel das Amt 1605 doch an Alonso García Ramón, der eigentlich nur Maestre del Campo hätte werden sollen. Im Oktober 1604 erreichten die Ernennungen Chile, García Ramón erreichte Concepción im März 1605 und übernahm die Befehlsgewalt.
Ribera begab sich nach Santiago zu seiner Familie, um über die Anden ins heutige Argentinien zu gehen, wie ihm befohlen war. Der Winter hatte die Andenpässe aber unpassierbar gemacht, und so reiste Ribera erst Ende Oktober 1605 im Frühling nach Tucumán. 29 Soldaten als Begleittross gingen mit ihm. Die Überprüfung seiner Amtszeit im juicio de residencia fiel angesichts der Zahl seiner Feinde ungünstig für Ribera aus, wurde aber später vom Indienrat zu seinen Gunsten verändert.

### Zweite Amtszeit
Riberas Nachfolger, García Ramón starb 1610 im Amt und wurde von Luis Merlo (1610/1611) gefolgt. Der Vizekönig in Peru benannte Juan de la Jaraquemada als neuen Gouverneur. In Madrid änderte König Philipp III. – auch auf Betreiben des Jesuitenpaters Luis de Valdivia – die Stoßrichtung des Krieges. Die Spanier wollten eine defensivere Kriegsführung probieren, die sich weitgehend an den Konzepten von Alonso de Ribera orientierte. Prompt wurde Ribera wieder über die Anden beordert, um ein zweites Mal als Gouverneur von Chile zu amtieren und die neue Taktik zum Erfolg zu führen.
Im März 1612 erreichte sein Tross Santiago, und am 2. April 1612 leistete er den Amtseid vor der Real Audiencia von Chile. Padre Valdivia, Riberas mächtiger Verbündeter auf Kirchenseite erreichte Concepción am 13. Mai.
Während sich Ribera daran machte, die neue Militärstrategie umzusetzen, bereitete Valdivia die ersten Verhandlungen mit Repräsentanten der Mapuche vor. Die Tötung von drei Jesuitenpatres durch Indianer bedeutete für die optimistischen Plänen aber einen Rückschlag. Ohnehin traf die neue Strategie bei weiten Teilen der spanischen Bevölkerung, aber auch beim Klerus auf Skepsis und Widerstand. Der König aber blieb letzten Endes bei seiner Linie und bestätigte die Vorgehensweise Riberas.
Die Spanier mussten zu dieser Zeit aber nicht nur die aufständischen Indianer fürchten, auch von See her drohte Chile Gefahr durch holländische Korsaren, die unter Kapitän van Spilberg die Küsten unsicher machten.
Zu Beginn des Jahres 1617 erkrankte Ribera schwer und ernannte auf dem Sterbebett den Oidor Fernando Talaverano Gallegos zu seinem Nachfolger. Am 9. März 1617 starb Alonso de Ribera de Pareja.